# Алькала, Родни
Родни Джеймс Алькала (англ. Rodney James Alcala, 23 августа 1943 года, Калифорния — 24 июля 2021) — американский серийный убийца и бывший фотограф-любитель.
Алькала был фотографом и следователи обнаружили у него коллекцию из сотен фотографий женщин и мальчиков-подростков. Следствие полагает, что на его совести могут быть ещё очень многие убийства, совершенные в Калифорнии. Также Алькалу подозревают ещё по крайней мере в двух нераскрытых убийствах, произошедших в Нью-Йорке.
Власти сравнивают его с Тедом Банди, поскольку в ходе следствия доказательства в других убийствах и число его жертв неминуемо растет, опасаются, что Родни в итоге может оказаться на первом месте по числу совершенных изнасилований и убийств во всей американской истории.

## Ранние годы
Родни Джеймс Алькала родился 23 августа 1943 года в городе Сан-Антонио, штат Техас, США. При рождении ему было дано имя: Родриго Жак Алькала-Букор. Родители: Рауль Алькала-Букор (отец) и Анна Мария Гутьеррес (мать). В 1951 году семья переезжает в Мексику. 3 года спустя в 1954 году родители разводятся. В этом же году мать вместе со своими детьми переезжает в Лос-Анджелес.
В возрасте 17 лет Родни самостоятельно записывается в армию США, где служит клерком.

## Взрослые годы
В 1964 году у него случается нервный срыв, он ушёл в самоволку из Форт-Брэгга, и автостопом приезжает к матери. После этого он был обследован военным психиатром, который поставил ему диагноз диссоциальное расстройство личности. Из-за этого диагноза ему была противопоказана дальнейшая служба, и его освободили от службы в 1964 году.
После ухода из армии он поступает в школу искусств Калифорнийского университета в Лос-Анджелесе, которую он оканчивает в 1968 году.

## Первое преступление
Он совершил в 1968 году. На своей машине он подъехал к 8-летней Тали Шапиро. Он представился другом её семьи, и предложил подвезти её, на что она согласилась. Эту сцену наблюдал очевидец. Заподозрив неладное, он вызвал полицейских, которые смогли отследить Родни. Полиция ворвалась в его квартиру и спасла девочку, которая уже была изнасилована. Самому Родни удалось скрыться, однако полиция смогла найти документы, которые подтверждали личность Родни. Родни объявили в розыск.
После этого Родни осел в Нью-Йорке, где стал жить под вымышленным именем «Джон Бёргер». Он поступает в Нью-Йорский университет, а в 1971 году он устраивается на работу в художественный лагерь для детей в Нью-Гэмпшире. В начале 1971 года к поискам Родни подключилось ФБР, он был первым в списке самых разыскиваемых подозреваемых. Через несколько месяцев Родни был пойман, двое детей, которые посещали лагерь искусств, заметили плакат с разыскиваемым, и узнали в нём Родни. После этого они немедленно доложили об этом в полицию. После ареста Родни экстрадировали в Калифорнию. Однако семья Шапиро к этому моменту проживала в Мексике, и не хотели, чтобы их дочь давала показания в суде.
Из-за этого полиция не смогла обвинить Родни за попытку убийства и изнасилование ребёнка. Родни предложили заключить сделку, он должен был признать свою вину в нападении на ребёнка (более «лёгкому» преступлению). Он согласился, за что получил неопределённый срок: от года до пожизненного, но был выпущен через 34 месяца в 1974 году.

## На свободе
В 1974 году он был условно-досрочно освобождён. Через два месяца после освобождения его снова арестовали. Он был арестован за нападение и предложение наркотиков 13-летней девочке. Родни снова приговорили к неопределённому сроку заключения, и он был освобождён через 2 года в 1976 году.
В 1977 году Родни побывал в Нью-Йорке. В 1978 году он устроился наборщиком в Los Angeles times. Он был снова арестован, на этот раз за хранение марихуаны. Он отбыл небольшой срок, и был освобождён. Родни фотографировал большое количество людей для своего «портфолио». В этом же году он принимает участие в телевизионном шоу «Игры для знакомств». Он выиграл это шоу. Так как он был победителем, то с ним должна была пойти на свидание Шэрли Брэдшоу, однако она отказалась идти, потому что нашла Родни «жутким» и «странным».
14 февраля 1979 года он насилует автостопщицу Монику Хойт. Ей удаётся сбежать от Родни. Она подаёт заявление в полицию, она замечает фотографию Родни, и сообщает полиции о том, что человек, который изнасиловал её и человек на фотографии, — одно и то же лицо. Родни арестовывают, он признаёт себя виновным. Мать вносит за него залог в размере 10 тысяч долларов, после этого Родни освобождают.

## Убийство Робин Самсо, арест и 2 суда
20 июля 1979 года он увидел Робин Самсо, подошёл к ней и её друзьям и попросил сфотографироваться. Эту сцену наблюдал свидетель, который спугнул Родни. После этого Робин вместе со своей подругой Бриджит пошла домой к Бриджит. Бриджит одолжила Робин свой велосипед. На нём Робин уехала на занятия по балету. Родни смог отследить девочку и убить её в этот же день. Он выбросил её тело в горах Лос-Анджелеса, которое было найдено через 12 дней. После её исчезновения её друзья рассказали всё полиции, они смогли описать Родни, и был составлен фоторобот, в котором офицер по условно-досрочному освобождению узнал Родни. Полиция обыскала дом матери Родни, в котором она нашла квитанцию об аренде шкафчика. Полиция смогла найти этот шкафчик, в нём оказались серьги Робин.
После этого Родни был арестован и содержался под стражей без выхода под залог. В 1980 году состоялся суд. Он был приговорён к смертной казни за убийство девочки, однако приговор был отменён Верховным судом Калифорнии из-за неправильного информирования присяжных о предыдущих преступлениях Родни. В 1986 году состоялся второй суд. Он был снова приговорён к смертной казни, однако апелляционный суд аннулировал приговор, потому что на суд не пришёл свидетель, который поддержал утверждение Родни о том, что человек, нашедший труп, был загипнотизирован полицией.

## Новые жертвы
Полиция взяла ДНК Родни, было проведено исследование. В 2003 году полиция узнала, что ДНК Родни совпадает с ДНК, найденным на двух убитых в Лос-Анджелесе женщинах. В 2004 году ДНК Родни снова подвергся исследованию, было найдено совпадение с ДНК, найденное ещё на четырёх убитых женщинах: Джилл Баркомб, она была найдена в 1977 году в ущелье Лос-Анджелеса, Джорджия Викстед, её забили дубинкой до смерти в своей квартире в 1977 году, Шарлотта Лэмб, она была задушена, её тело оставили в прачечной жилого комплекса В Эль-Сегундо в 1978 году, Джилл Паренто, она была убита в своей квартире в Бербанке в 1979 году.

## Третий суд
В 2010 году состоялся третий суд. Родни решил защищать себя сам. В течение 5 часов он выступал в роли свидетеля и дознавателя, задавая себе вопросы разными голосами, и выступая от третьего лица. Он убеждал присяжных, что во время похищения Робин он был в другом месте, а серьги, найденные в его шкафчике, были не её, а его.
Обвинения ещё в четырёх убийствах он не оспаривал, но сказал, что не помнит их. В качестве главного аргумента он исполнил песню Арло Гатри «Ресторан Алиса», в которой главный герой говорит психиатру, что собирается убивать. На этот суд пришла Тали Шапиро (первая жертва Родни). Это было неожиданно для Родни, и он извинился перед Тали за то, что изнасиловал её. Через два дня присяжные признали Родни виновным в 5 убийствах. В марте 2010 года его приговорили к смертной казни в 3-й раз.

## В заключении
Первоначально Родни перевели в тюрьму для смертников Сан-Квентин. В январе 2011 года большое жюри Манхэттена предъявило Родни обвинение в 2 убийствах: Корнелли Крилли (1971 год) и Эллен Ховер (1977 год). В июне 2012 года он был экстрадирован в Нью-Йорк, он не признал вину в 2 убийствах. Однако в декабре 2012 года он признал себя виновным, он это сделал, чтобы вернуться в Калифорнию для подачи апелляции в отношении его смертного приговора. 7 января 2013 года его приговорили к 25 годам. Вплоть до своей смерти Родни отбывал наказание в тюрьме Коркоран, штат Калифорния.
Родни Алькала скончался по естественным причинам 24 июля 2021 года в больнице недалеко от тюрьмы Коркоран в возрасте 77 лет, проведя в заключении 42 года.

## Фотографии
В марте 2010 года полиция Хантингтон-Бич опубликовала 120 фотографий и обратилась за помощью к общественности в надежде опознать женщин и детей. Около 900 фотографий не могут быть опубликованы из-за откровенного характера. В первые несколько недель 21 женщина пришла в полицию, чтобы опознать себя на фотографиях. Ещё в полицию обратилось шесть семей, которые узнали на фотографиях своих близких, которые пропали.

## Возможные жертвы
В 2010 году полиция Сиэтла назвала Алькалу «лицом, представляющим интерес» в нераскрытых убийствах 13-летней Антуанетты Уиттакер в июле 1977 года и 17-летней Джойс Гонт в феврале 1978 года. Алькала арендовал складской шкафчик в районе Сиэтла, в котором позже следователи в 1979 году нашли ювелирные изделия, принадлежащие двум его жертвам в Калифорнии.
В марте 2011 года следователи в округе Марин, штат Калифорния, к северу от Сан-Франциско, заявили, что они «уверены» в том, что Алькала несёт ответственность за убийство 19-летней Памелы Джин Лэмбсон в 1977 году, которая исчезла после поездки на Рыбацкую пристань. Она познакомилась с мужчиной, который предложил её сфотографировать. Её избитое, обнаженное тело впоследствии было найдено в округе Марин возле пешеходной тропы. Без отпечатков пальцев или пригодной для использования ДНК обвинения вряд ли будут предъявлены, но полиция заявила, что есть достаточно доказательств, чтобы убедить следствие в том, что Алькала совершил преступление.
В сентябре 2016 года Алькале было предъявлено обвинение в убийстве 28-летней Кристин Рут Торнтон, исчезнувшей в 1977 году. В 2013 году родственник узнал её на одной из фотографий Алькалы, опубликованных полицией Хантингтон-Бич и полицией Нью-Йорка. Её тело было найдено в округе Суитуотер, штат Вайоминг, в 1982 году, но не было идентифицировано до 2015 года, когда ДНК, предоставленная родственниками Торнтон, совпала с образцами тканей её останков
Алькала признался, что сделал снимок, но не убил женщину, которая на момент смерти была примерно на шестом месяце беременности. Торнтон — первая предполагаемая жертва убийства, связанная с фотографиями Алькалы, обнародованными в 2010 году. По сообщениям, Алькала «слишком болен», чтобы ехать из Калифорнии в Вайоминг, чтобы предстать перед судом по новым обвинениям.
Также его подозревают в 3 убийствах после его участия в «Игре для знакомств».